# Nikolas Stachovič
Nikolas Stachovič (* 17. Dezember 2003) ist ein slowakischer Fußballspieler.

## Karriere
Stachovič begann seine Karriere beim FK Senica. Im April 2022 debütierte er gegen den MFK Tatran Liptovský Mikuláš für die Profis von Senica in der Fortuna liga. Bis zum Ende der Saison 2021/22 kam er zu drei Einsätzen in der höchsten slowakischen Spielklasse. Nach der Saison wurde dem finanziell gebeutelten Verein aber die Lizenz entzogen und der Klub in die dritte Liga versetzt.
Zur Saison 2022/23 wechselte Stachovič anschließend zum österreichischen Regionalligisten SC Neusiedl am See. Bis zur Winterpause kam er aber nur einmal für Neusiedl in der Regionalliga zum Zug. Im Februar 2023 wechselte er zum siebtklassigen SC Wolfsthal.